# Final Resolution 2009
Final Resolution 2009 è stata la sesta edizione del pay-per-view prodotto dalla federazione Total Nonstop Action Wrestling (TNA). L'evento ha avuto luogo il 20 dicembre 2009 presso l'Impact Zone di Orlando in Florida.
Quest'edizione ha visto lo svolgersi di un Feast or Fired.

## Risultati
| # | Match | Stipulazioni                                                  | Durata |
| - | --- | ------------------------------------------------------------- | ------ |
| 1 | British Invasion (Brutus Magnus e Doug Williams) (c) hanno sconfitto The Motor City Machine Guns (Alex Shelley e Chris Sabin) | Tag team match per i titoli TNA World Tag Team Championship   | 11:47  |
| 2 | Tara ha sconfitto ODB (c) | Single match per il titolo TNA Women's Knockout Championship  | 05:39  |
| 3 | Matt Morgan, Hernandez, D'Angelo Dinero e Suicide hanno sconfitto Rhino, Jesse Neal e Team 3D (Brother Ray e Brother Devon)   | Tag team match ad eliminazione                                | 16:30  |
| 4 | Bobby Lashley ha sconfitto Scott Steiner                                                                                      | Last Man Standing match                                       | 09:13  |
| 5 | Abyss e Mick Foley hanno sconfitto Raven e Dr. Stevie                                                                         | Full Metal Mayhem match "Foley's house of fun"                | 09:31  |
| 6 | Kurt Angle ha sconfitto Desmand Wolfe (2–1)                                                                                   | 2 out of 3 falls match                                        | 26:14  |
| 7 | A.J. Styles (c) ha sconfitto Daniels                                                                                          | Single match per il titolo TNA World Heavyweight Championship | 21:02  |
|   | (c) è riferito al campione in carica al momento dell'inizio del match.                                                        |                                                               |        |

### Feast or Fired
| Vincitore          | Valigetta   | Tempo | Contenuto della valigetta                               |
| ------------------ | ----------- | ----- | ------------------------------------------------------- |
| Sheik Abdul Bashir | Valigetta 2 | 04:47 | Licenziamento                                           |
| Rob Terry          | Valigetta 4 | 05:00 | Match valido per il titolo X Division                   |
| Kevin Nash         | Valigetta 1 | 07:14 | Match valido per il titolo Tag Team                     |
| Samoa Joe          | Valigetta 3 | 09:20 | Match valido per il titolo di campione dei pesi massimi |

Gli altri lottatori partecipaneti sono stati Robert Roode, James Storm, Eric Young, Homicide, Kiyoshi, Cody Deaner, Jay Lethal e Consequences Creed.